# Honda Indy 300 1998
Honda Indy 300 1998 var den artonde och näst sista deltävlingen i CART World Series 1998. Tävlingen kördes den 18 oktober på Surfers Paradise Street Circuit i Surfers Paradise i Gold Coast, Australien. Redan klare mästaren Alex Zanardi tog sin sjunde seger för säsongen. Säsongens sensationsman Dario Franchitti fortsatte övertyga, och var tvåa i mål, vilket gav upp honom till andra platsen i mästerskapet inför säsongsfinalen på California Speedway. Kampen om andraplatsen i mästerskapet stod nu enbart mellan Franchitti, Jimmy Vasser och Adrián Fernández, sedan Zanardis genuine rival under säsongs första halva, Greg Moore ännu en gång misslyckats att ta några höga poäng.

## Slutresultat
| Plats | Förare               | Team                     | Grid | Kvaltid  |
| ----- | -------------------- | ------------------------ | ---- | -------- |
| 1     | Alex Zanardi         | Chip Ganassi Racing      | 2    | 1.32,310 |
| 2     | Dario Franchitti     | Team KOOL Green          | 1    | 1.32,288 |
| 3     | Christian Fittipaldi | Newman/Haas Racing       | 3    | 1.32,501 |
| 4     | Scott Pruett         | Patrick Racing           | 12   | 1.33,276 |
| 5     | JJ Lehto             | Hogan Racing             | 15   | 1.33,669 |
| 6     | Adrián Fernández     | Patrick Racing           | 10   | 1.33,019 |
| 7     | Tony Kanaan          | Tasman Motorsports       | 14   | 1.33,543 |
| 8     | Greg Moore           | Forsythe Racing          | 9    | 1.32,919 |
| 9     | Patrick Carpentier   | Forsythe Racing          | 16   | 1.33,819 |
| 10    | Bryan Herta          | Team Rahal               | 5    | 1.32,588 |
| 11    | Mark Blundell        | PacWest Racing           | 17   | 1.33,820 |
| 12    | Maurício Gugelmin    | PacWest Racing           | 21   | 1.34,375 |
| 13    | André Ribeiro        | Marlboro Team Penske     | 22   | 1.34,374 |
| 14    | Gil de Ferran        | Walker Racing            | 8    | 1.32,851 |
| 15    | Vincenzo Sospiri     | All American Racing      | 27   | 1.36,561 |
| 16    | Robby Gordon         | Arciero-Wells Racing     | 20   | 1.34,344 |
| 17    | Max Papis            | Arciero-Wells Racing     | 13   | 1.33,375 |
| 18    | Richie Hearn         | Della Penna Motorsports  | 23   | 1.34,511 |
| 19    | Alex Barron          | All American Racing      | 26   | 1.35,285 |
| 20    | Michael Andretti     | Newman/Haas Racing       | 6    | 1.32,613 |
| 21    | Hélio Castroneves    | Bettenhausen Motorsports | 18   | 1.34,012 |
| 22    | Al Unser Jr.         | Marlboro Team Penske     | 19   | 1.34,260 |
| 23    | Paul Tracy           | Team KOOL Green          | 4    | 1.32,583 |
| 24    | Jimmy Vasser         | Chip Ganassi Racing      | 7    | 1.32,676 |
| 25    | Bobby Rahal          | Team Rahal               | 11   | 1.33,068 |
| 26    | Michel Jourdain Jr.  | Payton/Coyne Racing      | 25   | 1.35,109 |
| 27    | Arnd Meier           | Davis Racing             | 24   | 1.34,534 |